# Burni Keciling
Burni Keciling är ett berg i Indonesien.   Det ligger i provinsen Aceh, i den västra delen av landet, 1 600 km nordväst om huvudstaden Jakarta. Toppen på Burni Keciling är 1 420 meter över havet.
Terrängen runt Burni Keciling är huvudsakligen kuperad, men åt sydost är den bergig.Runt Burni Keciling är det mycket glesbefolkat, med 2 invånare per kvadratkilometer. I omgivningarna runt Burni Keciling växer i huvudsak städsegrön lövskog.